# Apostolisches Vikariat Awassa
Das Apostolische Vikariat Awasa (lateinisch Apostolicus Vicariatus Avasanus) ist ein in Äthiopien gelegenes römisch-katholisches Apostolisches Vikariat mit Sitz in Awasa. 

## Geschichte
Papst Pius XI. gründete die Apostolische Präfektur Neghelli mit der Apostolischen Konstitution Quo in Aethiopia am 25. März 1937 aus Gebietsabtretungen des Apostolischen Vikariats Galla und der Apostolischen Präfektur Kaffa.
Am 13. Februar 1940 verlor es ein Teil seines Territoriums an die Apostolische Präfektur Hosanna.
Am 15. Oktober 1969 nahm sie den Namen Apostolische Präfektur Awasa an. Mit der Apostolischen Konstitution Qui volente Deo wurde sie zum Apostolischen Vikariat erhoben.

## Ordinarien

### Apostolische Präfekten von Neghelli
- Gabriele Arosio PIME (21. Mai 1937–1942)
- Urbain-Marie Person OFMCap (2. Januar 1952 – 15. Oktober 1969)

### Apostolische Präfekten von Awasa
- Urbain-Marie Person OFMCap (15. Oktober 1969 – 16. Februar 1973)
- Armido Gasparini MCCJ (16. Februar 1973 – 15. März 1979)

### Apostolische Vikare von Awasa
- Armido Gasparini MCCJ (15. März 1979 – 20. Dezember 1993)
- Lorenzo Ceresoli MCCJ (20. Dezember 1993 – 21. März 2009)
- Giovanni Migliorati MCCJ (21. März 2009 – 12. Mai 2016)
- Roberto Bergamaschi SDB (29. Juni 2016 – 29. September 2020)
- Gobezayehu Getachew Yilma (seit 15. November 2024)